# Sânquia
Sankhya, Sāṃkhya, ou Sāṅkhya (em sânscrito:  सांख्य ; IAST: sāṃkhya) é o sistema filosófico indiano que foi desenvolvido concomitantemente com o yoga. A palavra significa "Enumeração".
Desenvolveu uma psicologia e ontologia sofisticada, que é a base do sádhana ou prática do yoga.
Cápila, que viveu pouco antes do Buda, revisor deste sistema filosófico, escreveu os aforismos em que se baseia grande parte do conhecimento atual sobre este intrincado sistema de pensamento.
A investigação através do Sámkhya ampara-se estritamente sobre o conhecimento discriminador, racional, especialmente a ênfase na causalidade. O caráter teórico especulativo do Sámkhya vai eventualmente gerar divergências filosóficas com adeptos do Yoga, este principalmente prático e experiencial.

## Moksha
O mais antigo tratado sobre Sankhya disponivel - o 'Sámkhyakarika', de Isvara Krsna  - inicia o discurso deste modo:
1 - "A partir da ação desagradável das três formas de dor, decorre a investigação do modo de preveni-las; a investigação não é sem propósito só porque o testemunhável existe, porque ele não alcança a prevenção permanente e certa [da dor]."
O objetivo do estudo do Sámkhya é o cessar do sofrimento e da dor. Como outros sistemas filosóficos do período, o Sámkhya encara dor e sofrimento como provindos da ignorância avidya, não de qualquer ignorância, mas de um tipo específico. E estando dentro de uma cultura hinduísta o conceito de Samsara é importante, sendo ele a roda dos nascimentos, na qual ora você é rico, ora pobre, ora saudável, ora enfermo, ora vivo, ora morto, desse modo, o Sámkhya, como outras escolas filosóficas nascidas na Índia, propõe uma saída a essa condição existencial. O conhecimento obtido através do Sámkhya visa Moksha - liberação do sofrimento de todos os tipos, inclusive da morte e vida entendida como Samsara.

## Ontologia
O Sámkhya é essencialmente dualista. A distinção fundamental é entre Prakrití, matriz de todos os fenômenos, e Púrusha, a testemunha dos fenômenos.

### Prakrití
Para entender o conceito de Prakrití é necessário que se tenha em vista a noção de fenômeno: Prakrití é a matriz que contém todos os fenômenos possíveis. Segundo a noção de causalidade aceita pelo Sámkhya, um efeito qualquer está contido em potencial na sua causa específica. Assim entende-se que, por exemplo o leite contenha em sí a manteiga em forma latente, potencial. Entretanto, o leite sozinho não pode gerar manteiga: para que o efeito se manifeste é necessário um arranjo específico de causas compostas.
Seguindo este raciocínio a teoria do Sámkhya conclui que todos os fenômenos manifestos devem ser efeitos de uma causa primordial, uma matriz de onde emanam todos os fenômenos possíveis. Esta matriz é chamada Prakrití. Para que possa ser efetivamente a causa primordial, é necessário que Prakrití não seja ela mesma manifesta, dado que qualquer manifestação da sua parte seria um fenômeno causado - efeito e não a verdadeira causa. Além disso, já que admite-se que os efeitos advenham de causas compostas, Prakrití também é composta por três "princípios" ou "elementos" chamados Gunas.
Prakrití foi inúmeras vezes conceitualizado erroneamente como a esfera da matéria, em oposição à alma ou espirito. É importante que se reconheça que essas noções são propriamente ocidentais e normalmente pouco precisas para definir o dualismo do Sámkhya.

### Purusha
Púrusha significa desfrutador e tem correlação com Deus, sendo ele o unico desfrutador (na filosofia Hinduísta). Como vimos, Prakrití é a fonte de todo fenômeno, o contém tudo que tem causas específicas, o que inclui o nosso próprio corpo, nosso ego pensamentos e tudo o mais que é fenômeno. Logo a noção de Púrusha não corresponde de maneira alguma à nossa consciência linguística ou mental de qualquer tipo. Tampouco está relacionada à alma no sentido cristão da palavra, dado que esta também tem causas específicas, sendo considerada por alguns como equivalente a atman no Vedanta.
O conceito mais preciso de Purusha pode ser apreendido através da noção de "observador". Purusha é a consciência que observa os fenômenos de Prakrití. Uma alegoria esclarecedora é a do homem no teatro ou cinema: O espectador é o observador de um espetáculo desenrolando-se na sua frente, e pode eventualmente esquecer-se que é espectador, tamanha sua imersão na história à sua frente. Púrusha e Prakrití são entidades distintas assim como atores e espectador, mas o espectador não reconhece sua verdadeira posição, ao invés disso se identifica com a história. No entanto, a verdadeira consciência própria - Púrusha - não se identifica com os fenômenos que testemunha. É somente o observador. O Ego (Ahamkara) é que se identifica erroneamente com o que se desenrola a sua frente. Note-se que o sofrimento não é entendido como fruto de um pecado ou erro cósmico, e sim fruto do engano e da ignorância do ego, nunca do Púrusha. O Púrusha nunca se engana, somente observa e sabe de tudo. Daí decorre que a liberação do Samsára pode ser atingida por meio do conhecimento verdadeiro da natureza do Ser.

## Sámkhya e Yoga
Sámkhya e Yoga são consideradas por grande parte dos estudiosos como disciplinas irmãs - onde o Sámkhya é uma investigação lógica acerca da causalidade e da consciência, o Yoga se volta às práticas e experiências da consciência e dos fenômenos. Assim, as duas disciplinas compartilham em grande parte o mesmo sistema teórico.

## Fonte
- Heinrich Zimmer, Filosofias da Índia, editado por Joseph Campbell, Editora Palas Athena.